# 래피드 화이어 (1992년 영화)
《래피드 화이어》(Rapid Fire)는 미국에서 제작된 드와이트 H. 리틀 감독의 1992년 액션, 드라마 영화이다. 브랜든 리 등이 주연으로 출연하였고 로버트 로렌스 등이 제작에 참여하였다. 이 영화는 미국에서 1992년 8월 21일 개봉되었다.

## 출연

### 주연
- 브랜든 리
- 파워스 부스
- 닉 맨쿠소
- 레이몬드 J. 배리
- 케이트 호지

### 조연
- 티지 마
- 토니 롱고
- 마이클 폴 챈

## 기타
- 미술: 론 포어먼
- 의상: 에리히 에델 필립스
- 배역: 리처드 파가노
- 배역: 샤론 비어리
- 배역: 데비 맨윌러

## 개봉
이 영화는 박스오피스에서 No.3로 데뷔했다.